# Isenbüttel
Isenbüttel é um município da Alemanha localizado no distrito de Gifhorn, estado da Baixa Saxônia.
É membro e sede do Samtgemeinde de Isenbüttel.